# Soy un gato
Soy un gato (吾輩は猫である Wagahai wa neko de aru?), traducida también como Yo, el gato, es una novela satírica escrita entre 1905 y 1906 por el escritor japonés Natsume Sōseki. La novela fue adaptada a una película de animación en 1982. La obra se desarrolla dentro del contexto de la burguesía de la Era Meiji (1868-1912), una sociedad conservadora y en transición de modernización occidental, que finalmente florecería en las eras Taishō (1912-1926) y principios de Shōwa (1926-1989). La modernización de las costumbres y tecnologías niponas tienen profundo eco dentro de la obra, como lo prueban las menciones a artistas y personajes como Andrea del Sartro, William Thackeray, Lafcadio Hearn, Shigenobu Okuma (este último, de acuerdo con la editorial Impedimenta, "considerado uno de los máximos responsables de la introducción de la cultura occidental en Japón"), entre otros.
Originalmente, el primer capítulo de la novela, publicado en la revista Hototogisu, consistía en un relato corto, mas por petición del editor fue publicándose por entregas entre 1905-06.
La primera traducción directa al castellano de esta obra como Soy un gato, realizada por Montse Watkins, fue publicada en 1996 en Japón por Luna Books.

## Argumento
Un gato sin nombre, narrador y protagonista, se convierte en observador y crítico de la sociedad japonesa de su tiempo. El perspicaz y sabiondo felino se interna en los escondidos recovecos de la sociedad para escudriñar conductas, escuchar conversaciones y presenciar hechos que le dan pie para sentar cátedra de filósofo. En realidad, al confiar al gato el papel de inquisidor y fustigador de los entuertos humanos, lo que el autor intenta es pasar por el tamiz modas, costumbres y formas de pensar importadas de occidente. Bajo la implacable férula de un gato que se presenta con un yo mayestático y petulante, la novela suscita, además de sonrisas, inquietud en torno al eterno conflicto entre la horma cultural indígena y el modelo de civilización traído del exterior. La obra viene a resultar útil para comprender al pueblo japonés, siempre atento al progreso moderno y, al mismo tiempo, respetuoso con su patrimonio ancestral, que, a veces, se nos antoja misterioso, enigmático. Sin pretenderlo, el gato sin nombre acaso ayude también a superar barreras y enigmas culturales.
En el primer capítulo, el gato (el cual jamás tendrá nombre) narra cómo obtiene un hogar con el profesor Chinno Kushami. La novela empieza con el gato, de quizá apenas dos meses, en una cama de paja con su madre y sus numerosos hermanos; un shoshei, al verlo, decide recogerlo y llevarlo con él en un jardín. Ante la ruptura del discernimiento, el vértigo, la fotofobia y el hambre, comienza a llover, estando solo. Dándose cuenta de que maullar no ayudaría en lo absoluto, decide investigar el lugar, encontrándose con una valla de bambú con un agujero. El propio felino se agradece de ello; en sus palabras: "Ciertamente, el destino me había sonreído: si la valla no hubiera estado rota, podría haberme muerto de hambre y de frío allí mismo, a pocos metros de mi salvación."
Colándose a la casa, se encuentra con Osan, la criada de la casa. Osan lo despide desde la cocina, pero él, con brío en sus designios, vuelve a entrar a hurtadillas. El proceso se repite en numerosas ocasiones. Ante un nuevo intento, entra el profesor Kushami, quien decide, en pocas palabras, que el gato se quede. Desde entonces, ambos traen una manía entre sí, mientras que él decide pasar su tiempo con el profesor, más que por quererlo, por ser el único que tolera su presencia.
El gato narra la fuerza de costumbre diaria del profesor: cada día, al llegar de la escuela, se encierra en su estudio, abre un libro (sea occidental u oriental), y se duerme sobre él, babeándolo todo. El gato, al ver que el maestro se autoproclama el colmo de la laboriosidad, y que su familia le da respeto por su condición de maestro, obteniéndolo con solo dormir, piensa que no habría problema en ser gato y maestro a la vez. Convive con unos gatos del vecindario: Mike, el gato tricolor, Shirokun, y más adelante, Kuro, aunque a partir de la desolación ambiental y el aislamiento que sufre en el tercer capítulo, no volverá a guardar relación con otros felinos, enfocándose exclusivamente a las actividades humanas. De igual modo, el maestro se obsesionó con la pintura a la acuarela. Al final nadie comprendía qué había intentado pintar. Tal es una característica del maestro: ante toda nueva actividad que realiza, todos sus intentos obsesivos serán abandonados. Un esteta de Bellas Artes, Meitei, mejor amigo del maestro, aprovecha la situación para decirle del factor natural como componente primordial de la estética, citando supuestamente a Andrea del Sartro. El maestro, impresionado, se inspira, llegando a escribir en su diario sueños constantes de él abandonando su pintura y sintiéndose un verdadero artista, o reuniones con personajes de otras clases. Cuando Meitei y Kushami se reúnen nuevamente, el primero le cuenta que el asunto de Andrea del Sartro y su visión de la estética no era más que una broma, dado que Andrea del Sartro jamás mencionó tal visión del arte. Meitei había hecho ya bromas similares entre colegas suyos y estudiantes, y entre uno de ellos, un estudiante que aprendió de memoria el orden del discurso de Meitei, lo adueñó y repitió en un discurso de arte. Efectivamente, los demás, por disonancia cognitiva o por falsedad, asentían en todo lo que Meitei decía, sin contradecir, al hablar de algo desde una ignorancia mutua. Meitei tiene tendencia no solo a inventar, sino tergiversar los componentes de las órdenes culturales con tal de, en sus propias palabras, logre "tomarle el pelo a la gente". Metei, como actuará en los siguientes capítulos, no sabe diferenciar su casa del de los demás, y entra constantemente a casa del maestro sin preguntar, y si hay una visita en una casa ajena, actúa como el anfitrión. El primer capítulo acaba a principios de invierno, en tintes aflictivos, con el maestro abandonando la pintura y su tratamiento para la dispepsia, Kuro lastimado por su dueño, y el gato sin obtener especial cariño, ni un nombre.

## Personajes
La obra cuenta con el Profesor Chinno Kushami (珍野 苦沙弥?) como protagonista junto con su gato; Meitei (迷亭?), es un amigo del profesor, un estudiante mujeriego llamado Mizushima Kangetsu (水島 寒月?) y una mujer llamada Kaneda Tomiko (金田 富子?). Kaneda Fujin esposa del empresario Kaneda que vive en el vecindario. Aparecen además otros dos gatos del vecindario llamados Mikeko y Kuro.